# Agenesia renale
L'agenesia renale è una malattia genetica caratterizzata dall'assenza di uno o entrambi i reni; si parla rispettivamente di agenesia renale unilaterale, meno rara e talvolta riscontrata per caso in soggetti apparentemente sani, o della più rara agenesia renale bilaterale, spesso associata ad altre gravi malformazioni e incompatibile con la vita. L'agenesia renale rientra in un vasto insieme di anomalie congenite dell'apparato urinario, spesso identificato con l'acronimo CAKUT (in inglese, Congenital abnormalities of the kidney and urinary tract, ovvero "anomalie congenite dei reni e delle vie urinarie").

## Eziologia
Entrambe le forme della malattia rientrano in uno spettro di alterazioni di origine genetica dello sviluppo dei reni e delle vie urinarie. In particolare le mutazioni in omozigosi del gene Pax2, coinvolto nello sviluppo embrionale dell'apparato urinario, sono una possibile causa di agenesia bilaterale; mutazioni in eterozigosi dello stesso gene determinano alterazioni di varia gravità nello sviluppo dell'apparato urinario. Molti altri geni possono però essere coinvolti; tra le mutazioni riscontrate più frequentemente, oltre a quelle di Pax2, vi sono quelle dei geni EYA1 e SIX2 (responsabili della sindrome branchio-oto-renale) e di HNF1B, che determinano comparsa di cisti renali e diabete.

## Agenesia bilaterale
L'assenza di entrambi i reni alla nascita è un'anomalia rara. La letteratura riporta una prevalenza variabile da 1:4800 a 1:10000 nati. Durante la gravidanza l'assenza dei reni nel feto determina una mancata produzione di urina da parte di quest'ultimo, con conseguente oligoidramnios (riduzione patologica della quantità di liquido amniotico) che a sua volta determina una compressione dei tessuti fetali, risultante in un aspetto caratteristico del neonato, noto come facies di Potter. È inoltre frequente in questi feti il contemporaneo riscontro di alterazioni dello sviluppo polmonare.

## Agenesia unilaterale
La forma unilaterale è meno rara di quella bilaterale, con una prevalenza stimata di 1:2000 nati.
L'assenza di un rene può essere sospettata già in utero mediante ecografia, ma la diagnosi deve essere confermata dopo la nascita per differenziare questa condizione da altre anomalie dello sviluppo renale come l'aplasia o l'ipoplasia renale (sviluppo incompleto dell'organo), l'ectopia (posizione anomala del rene) e le displasie come il rene multicistico. Anche l'agenesia unilaterale, come la forma bilaterale, può essere associata ad altre malformazioni (soprattutto dell'apparato genitale, del cuore e del tratto gastrointestinale) ma anche ad anomalie di sviluppo dell'altro rene, soprattutto a reflusso vescicoureterale. In generale, i bambini con un solo rene funzionante presentano un rischio maggiore rispetto alla popolazione generale di sviluppare una malattia renale cronica nel corso della vita. Questo è chiaramente più frequente nei soggetti con anomalie anatomiche dell'unico rene o delle vie urinarie, che aumentano il rischio di malattie intercorrenti (per esempio infezioni recidivanti delle vie urinarie dovute al reflusso vescicoureterale), ma in generale il sovraccarico funzionale del rene determina precocemente ipertensione e/o albuminuria, riscontrate nel 32% di questi bambini già all'età di 9 anni e mezzo.